# Кескі-Вуосаарі

Кескі-Вуосаарі на мапі Гельсінкі

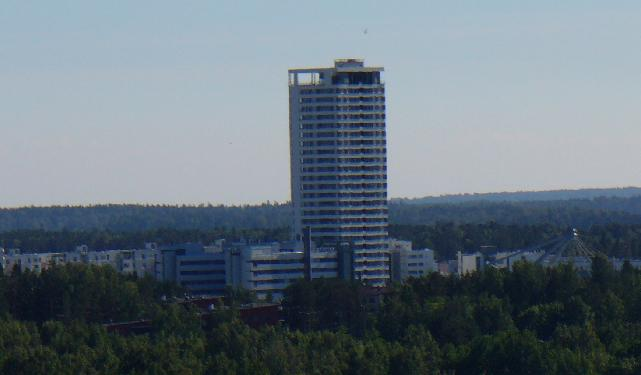
Найвищий будинок Фінляндії на 2010-й розташовано у Кескі-Вуосаарі

Кескі-Вуосаарі (фін. Keski-Vuosaari, швед. Mellersta Nordsjö, укр. Кескі-Вуосаарі — Центральний Вуосаарі) — квартал району Вуосаарі у Східному Гельсінкі, Фінляндія. Квартал побудовано в 1960-х. Площа — 2,56 км², населення — 13 608 осіб.
У кварталі діє метростанція Вуосаарі.